# Monsters Volume 5
Monsters Volume 5 – szósty album z serii Monster amerykańskiego producenta muzycznego Figure’a, wydany 14 października 2014 roku przez DOOM MUSIC.

## Lista utworów
1. „House on Haunted Hill” (feat. CasOne) – 5:25
2. „Monster Mania” – 4:33
3. „It’s Alive” (feat. D – Styles) – 5:08
4. „Friday the 13th” – 5:05
5. „Never Sleep Again” (Interlude) – 1:43
6. „Freddy Krueger” – 4:37
7. „Pumpkinhead” (feat. Kool Keith) – 4:15
8. „Return to House on Haunted Hill” – 3:30
9. „Evil Dead” – 3:29
10. „Pennywise the Clown” (Figure and Brawler feat. Cas One) – 3:28
11. „Jason is Dead” (feat. Bitter Stephens) – 3:27
12. „Creature from the Black Lagoon” (Figure and Dirty Deeds) – 3:36
13. „Stay Out of the Cellar” (Outro) – 2:07